# Cesare Presca
Cesare Presca (24. únor 1921 Terst, Italské království – 1979) byl italský fotbalový záložník.
Fotbalovou kariéru začal v roce 1940 v klubu Triestina, kde hrál celkem sedm sezon. Poslední tři roky v kariéře odehrál v Benátkách.
Za reprezentaci odehrál jedno utkání a to na (OH 1948.

## Hráčské úspěchy

### Reprezentační
- 1x na OH (1948)